# José Alfredo Saavedra
José Alfredo Saavedra Paz (Valle, 4 de diciembre de 1964) Abogado, Notario, Docente UNAH, Empresario y Político hondureño.

## Vida
José Alfredo Saavedra es miembro del Partido Liberal de Honduras, graduado de Licenciado en Ciencias Jurídicas y Sociales, Abogado, Notario, Docente UNAH, Empresario de la zona sur y Político hondureño.
Su arribo a la política fue como diputado suplente del departamento de Valle, luego fue Presidente del Congreso Nacional de Honduras desde el 28 de junio de 2009 hasta el 25 de enero de 2010, mientras el expresidente del congreso el señor Roberto Micheletti, tomo la administración del país, el 28 de junio después de  Golpe de Estado en Honduras de 2009 y en la que vivió el derrocamiento por parte del ejército y miembros del partido liberal del presidente Manuel Zelaya.
- Diputado por el departamento de Valle, ante el Congreso Nacional.
- Primer Secretario del Congreso Nacional
- Presidente del Congreso Nacional.

El 6 de junio del 2012, le fue restituida la visa, para entrar a los Estados Unidos, misma que le fue retirada junto a otros políticos hondureños, después de los acontecimientos sucedidos en Golpe de Estado en Honduras de 2009.
Fungió (2005-2009) como Primer Secretario del Congreso Nacional de Honduras.
Fungió (2010-2012) como presidente de la Bancada del Partido Liberal en el Congreso Nacional de Honduras.
Fungió (2010-2012) como presidente de la Comisión de Asuntos Electorales del Congreso Nacional de Honduras.
Fungió (2014-2018) como presidente de la Comisión de Asuntos Electorales del Congreso Nacional de Honduras.
Fungió (2019-2021) como presidente de la Comisión de Legislación y Asuntos Constitucionales.